# Mikael Dahl
Mikael Dahl (Estocolmo, 1659 – Londres, 20 de outubro de 1743) foi um pintor sueco que viveu e trabalhou a maior parte de sua carreira na Inglaterra. Ele é considerado um dos mais conhecidos pintores suecos de sua época. Ele pintou alguns membros de famílias reais, como Ana da Grã-Bretanha, Jorge da Dinamarca, Cristina da Suécia e Carolina de Ansbach.
Michael Dahl nasceu em Estocolmo, provavelmente em 1656 ou 1659, a maioria das fontes aponta para 1659. Sua mãe, Catarina Dahl, passou por muitos sacrifícios silenciosos para dar a Michael a oportunidade de um boa educação, para que seu talento não devesse ser desperdiçado. De acordo com cartas escritas por Michael de Roma para sua mãe de volta à Suécia , ela o criou e sua irmã de forma antiquada e no espírito do cristianismo. 

## Primeiros estudos
Com pelo menos 15 anos, Dahl teve que decidir onde ele iria estudar arte, embora as únicas opções na Suécia na época fossem um aprendizado na Painters' Guild ou se juntassem ao grupo Martin Hannibal e David Klöcker Ehrenstrahl.
Michael Dahl recebeu suas primeiras lições de arte em 1674 do mestre de desenho húngaro Martin Hannibal, que tinha sido solicitado a vir para a Suécia da Itália pelo proeminente pintor sueco David Klöcker Ehrenstrahl. O objetivo do pedido era de ajudar Michael na fundação de uma academia de retrato e para ensinar estudantes e amadores os primeiros elementos da pintura. O grupo Hannibal e Ehrenstrahl consistiu em um punhado de estudantes, que foram ensinados por Martin Hannibal e David Klöcker Ehrenstrahl. Como havia dois professores, o grupo estava dividido. Os alunos foram primeiro liderados por Hannibal para aprender os conceitos básicos da pintura, e se eles mostraram habilidade, eles tiveram a chance de serem escolhidos para continuar seu estudo com Ehrenstrahl. Isto sugeriria que Ehrenstrahl era um pintor melhor do que Hannibal, cujo talento não é facilmente avaliado porque nenhum de seus trabalhos foi identificado. 
A única competição da mesma liga do grupo Hannibal e Ehrenstrahl foi Martin Mijtens the Elder , que não se instalou em Estocolmo até 1681 e, portanto, não era uma opção para Dahl em meados dos anos setenta. The Painters 'Guild também não era uma opção para Dahl, devido à falta de artistas contemporâneos bem conhecidos como membros. Assim, Michael Dahl começou a estudar no grupo Hannibal e Ehrenstrahl em 1674. Embora não esteja totalmente confirmado, há pressupostos de que o ensino que Dahl recebeu de Hannibal foi concluído antes de terem permissão das autoridades da Suécia para abrir uma academia de retrato. Depois de seu tempo com Hannibal, Dahl era um dos alunos que tinham permissão para continuar com Ehrenstrahl como professor. Desse fato, é fácil dizer que Hannibal e Ehrenstrahl ficaram satisfeitos com Dahl como estudante. No grupo havia principalmente estudantes de origem alemã e os contemporâneos de Dahl eram Ludvig Weyandt , David von Krafft , David Richter , Elder , Hans Georg Müller , Andreas von Behn e Erik Utterhielm.

### Viagens

#### Inglaterra
Em 30 de julho de 1682, Dahl recebeu um passaporte para poder viajar por toda a Europa em prol dos seus estudos. Seu primeiro destino nesta jornada educacional foi Londres. Ele foi trazido para lá por um comerciante inglês chamado "Sowter", embora seu nome possa variar. É provável que tenha sido através deste homem que Dahl entrou em contato com o habilidoso gravador e pintor Robert White . O primeiro vestígio da atividade de Dahl na Inglaterra é um retrato de Samuel Clarke, que ele copiou da gravura de White no mesmo ano em que foi feito. White levou Dahl sob sua ala no mundo da pintura em Londres. Como um sinal de gratidão, Dahl ajudou White com idéias valiosas quando se tratou de gravar um retrato do rei da Suécia, Charles XI , empregando sua familiaridade com as pinturas reais que Dahl havia observado no estúdio de Ehrenstrahl. White ajudou Dahl a expandir sua rede em Londres e ele logo entrou em contato com o homem que provavelmente é responsável pelo maior impacto em seu desenvolvimento, Godfrey Kneller.
Kneller mostrou a Dahl o que o público realmente queria dos artistas e como eles seriam pagos pelo seu trabalho. Seu estúdio era semelhante a uma fábrica em comparação com David Klöcker Ehrenstrahl, que o biógrafo de Dahl, Wilhelm Nisser, diz "o monopólio de Ehrenstrahl de glorificar o Realeza sueca". No estúdio de Kneller, Dahl estudou e ganhou a vida e ali se familiarizou com Henry Tilson. Tilson era de uma família altamente respeitada e tinha estudado anteriormente sob o pintor de retratos do tribunal, Sir Peter Lely. Ele foi considerado um dos pintores mais promissores dos alunos de Lely.  Dahl e Tilson começaram a planejar uma jornada pela Europa para expandir seus estudos. Eles deveriam ir a Paris.

#### Paris e Roma
A falta de documentação torna impossível determinar quando Michael Dahl e Henry Tilson partiram para Paris , mas sabe-se que eles ainda estavam trabalhando em Paris em abril de 1685. Paris na época era um objetivo comum para viajantes suecos. Dahl entrou em contato com o gravador Raimund Faltz e o soldado sueco Carl Johan Königsmarck , que teve seu retrato pintado por Dahl. Como muitas das mais jovens gerações de pintores franceses, Dahl e Tilson decidiram continuar em Veneza. Naquela época, a rainha sueca Christina , que abdicou para se converter ao Catolicismo Romano, estava morando em Roma. Ela ainda tinha um forte vínculo com a Suécia e suas pessoas e era útil quando se tratava de ajudar os artistas suecos na cidade. Portanto, o primeiro que Dahl fez quando chegou foi procurar uma audiência foi com ela. Ele foi capaz de receber o público, mas Christina era apenas um link para os poderes superiores da cidade, como o Papa, para obter a ajuda que Dahl precisava de Christina, Dahl teve que se converter para a Igreja Católica Romana como ela tinha feito. Depois de alguma persuasão, ele acabou por fazer, mas as promessas que sem dúvida foram feitas para ele não foram retidos. Em várias ocasiões, Christina deixou Dahl pintar seu retrato e pôde estabelecer uma oportunidade para Dahl mostrar um exemplar de seu trabalho ao Papa Inocente XI. O Papa ficou impressionado e premiou a Dahl uma medalha de ouro. Dahl não era o único artista que Christina conseguiu converter. David Richter, o Ancião com quem Dahl estudou em Ehrenstrahl , também foi convertido quando visitou Roma em alguns anos antes, em 1679.
Dahl viaja há mais de cinco anos, e sua bolsa estava ficando magra. Neste momento, ele escreveu a carta a sua mãe de 6 de outubro de 1687; nele ele expressa sua forte vontade de chegar em casa, mas que as condições na Suécia são muito pobres devido ao ato sueco de reivindicação / patentes, que restringiu todas as possibilidades de uma carreira na Suécia para a Dahl. Christina parece ter dado o seu consentimento, como um passaporte para uma viagem Roma-Londres, emitido em 29 de outubro para Henry Tilson, pouco mais de três semanas depois que Dahl escreveu a carta a sua mãe. Em novembro do mesmo ano, dois outros pintores suecos, Burchardt Precht e Nicodemus Tessin the Younger, vieram estudar em Roma e eles não parecem ter ficado em contato com Dahl ou Tilson, então presumivelmente os dois jovens pintores deixaram imediatamente após o passaporte ter sido emitido. 

### De volta à Inglaterra
Após a partida de Roma, os dois pintores foram encontrados brevemente em Frankfurt em julho de 1688; Dahl conheceu o jovem nobre sueco Claes Ekeblad, de Stola, que lhe pagou um ducado para pintar por ele por três semanas. Em seu diário, ele se refere a Dahl como "famoso pintor da extração sueca". Isso sugere que a reputação de Dahl aumentou muito por seus sucessos em Roma e que a jornada estava longe de ser desperdiçada tanto no aspecto da fama quanto no aspecto do estudo.
Em março de 1689, Dahl e Tilson estavam de volta a Londres, e Dahl começou a trabalhar com sua nova reputação. Ele rapidamente se tornou amigo do poeta Christoffer Leijoncrona, que era o secretário da Legação sueca. Para Dahl, Leijoncrona era um aliado muito útil quando se tratava de manter contato com seu país natal. Dahl adaptou-se a sua nova vida e depois de três anos em Londres, ele se transformou em um jovem dandy de Londres, que prestou atenção a uma certa Mlle. Fanchou, embora não fosse a mulher com a qual ele se casaria. Em 1696, graças a Leijoncrona, ele conseguiu se instalar no bairro da Legação sueca no elegante bairro de Leicester Field (agora Leicester Square). Leijoncrona também ajudou Dahl a conquistar a fama na Suécia e, dois anos depois, ele se instalou em Londres, em 5 de outubro de 1698, o conhecido metalúrgico Erik Odhelius escreve em uma carta: "Saudações cortês ao Sr. Dahl, cujo renome diário aumenta aqui. " 
Dahl continuou avançando em reputação e, em 1696, pintou o retrato do duque de Somerset, que o achou a seu gosto, embora o Duque fosse conhecido por ser um homem muito despótico e difícil de lidar. O Duque continuou a contratar Dahl e, durante mais de 20 anos, pintou membros da família do duque. Em 1705, ele teve a chance de pintar várias versões do retrato de Prince George da Dinamarca. Foi, sem dúvida, por meiro do príncipe que ele entrou nos círculos em torno da rainha Anne, cujo retrato ele também pintou.
Em 1705, Dahl casou-se com uma jovem inglesa cujo nome ainda não foi recuperado. Juntos, eles tiveram um filho, Michael e duas filhas, Dorothy e Catherine. A família foi muito respeitada pelas pessoas interessadas na arte do bairro e viveu uma vida agradável lá até 1725, quando se mudaram para Beak Street, que hoje está no extremo sul da Carnaby Street . Quando Sir Godfrey Kneller morreu em 1723, George precisava encontrar um novo pintor da corte e ele estava olhando na direção de Dahl. No entanto, foi abortado rapidamente quando Dahl se recusou a pintar o retrato do duque de Cumberland para a idade de apenas dois anos. Dahl tomou o pedido como uma desgraça de seu talento de acordo com o que Lord Egmont escreveu em seu diário sobre o incidente:
"Ele se recusou a desenhar o duque de Cumberland, quando dois anos, desejando o senhor que pediu para dizer a Sua Majestade que, sem ter tido a honra de pintar ele ou seu consorte real, ele não estava disposto a começar com uma criança". O rei George estava furioso com essa resposta, e arruinou todas as oportunidades de Dahl de ser cavaleiro.
Michael Dahl morreu em Londres em 20 de outubro de 1743 e foi enterrado uma semana depois na Igreja de São Tiago, Piccadilly . 

### Trabalhos

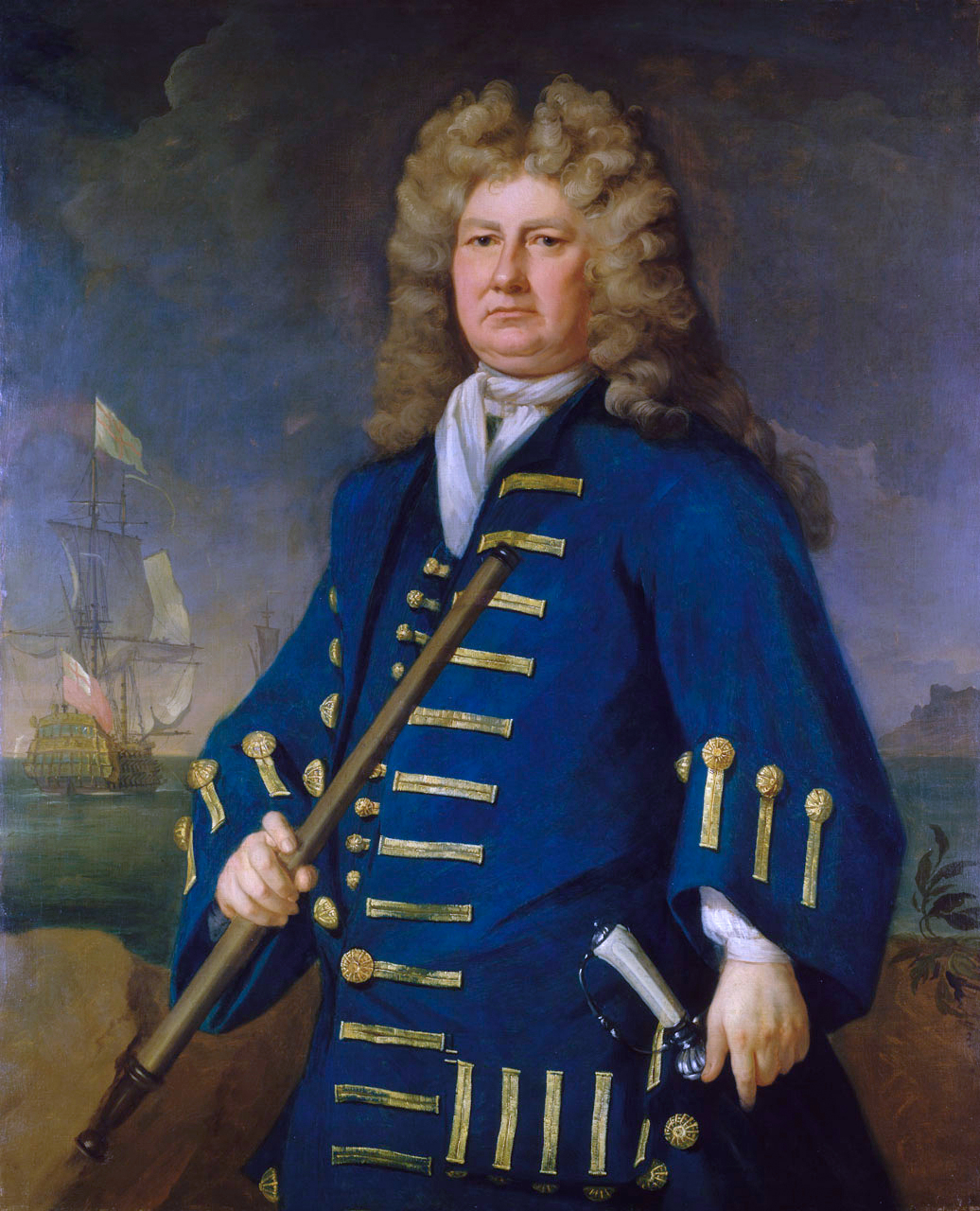
Sir Cloudesley Shovell, c. 1702–1705
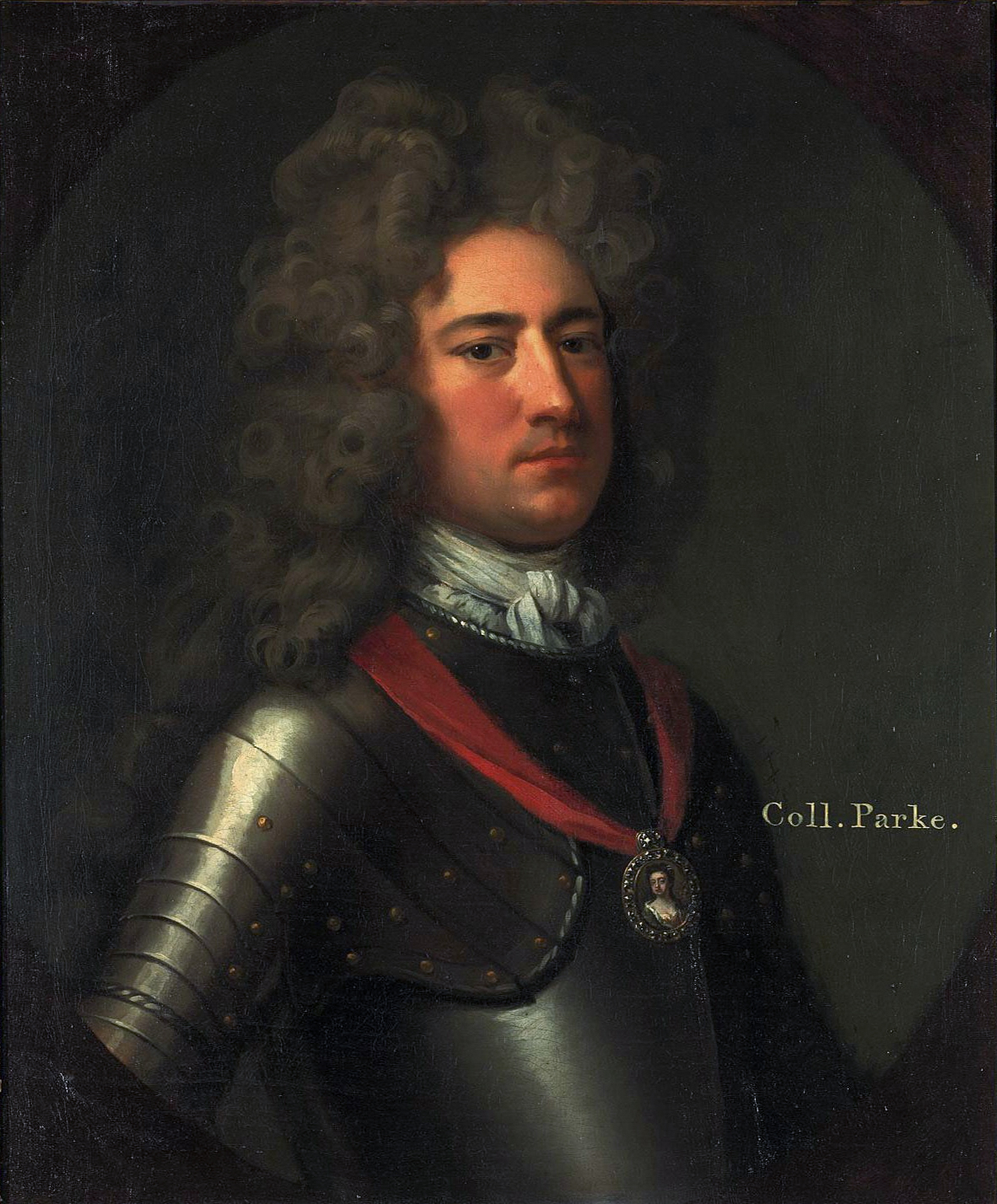
Daniel Parke, 1704
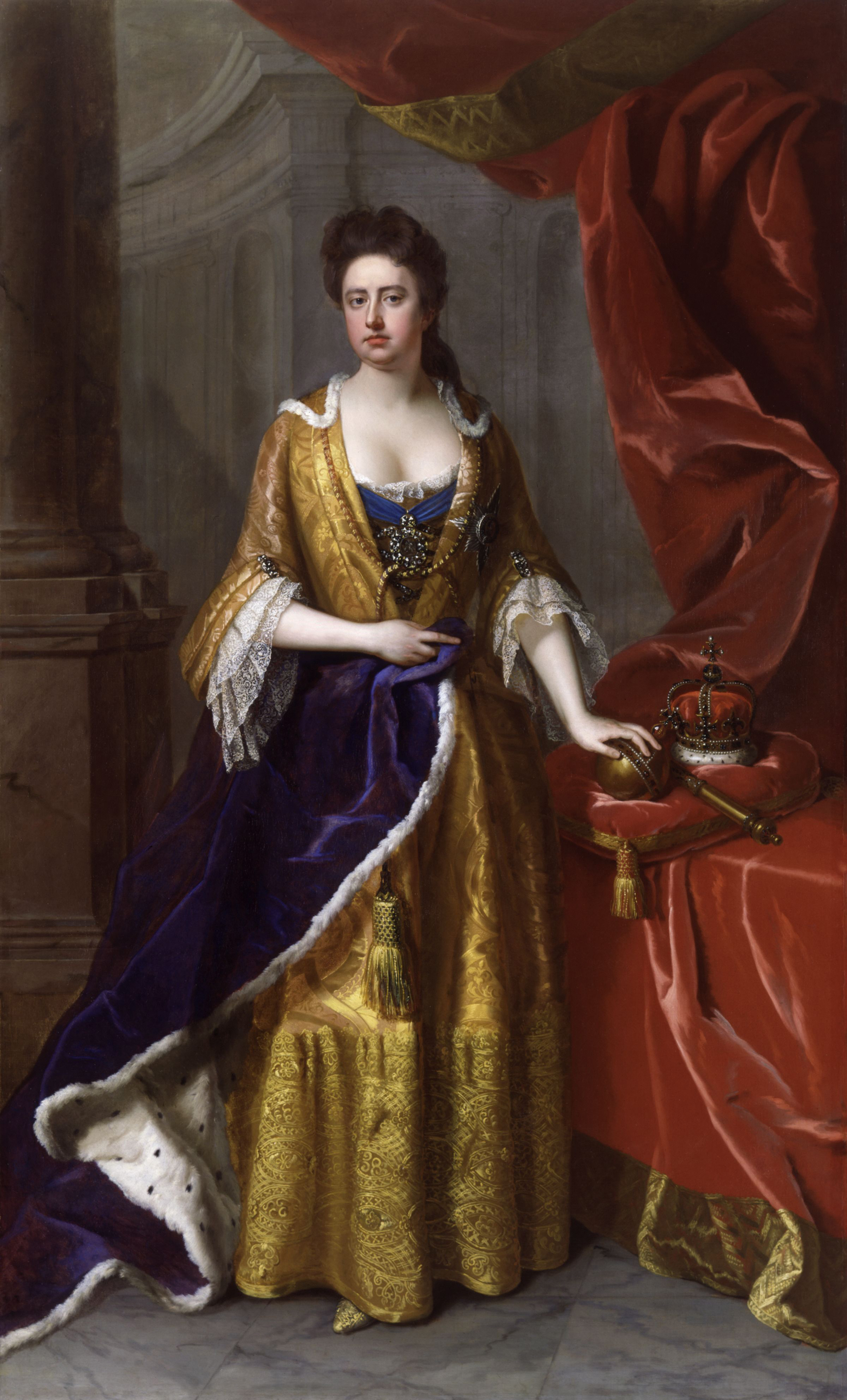
Ana da Grã-Bretanha, 1705
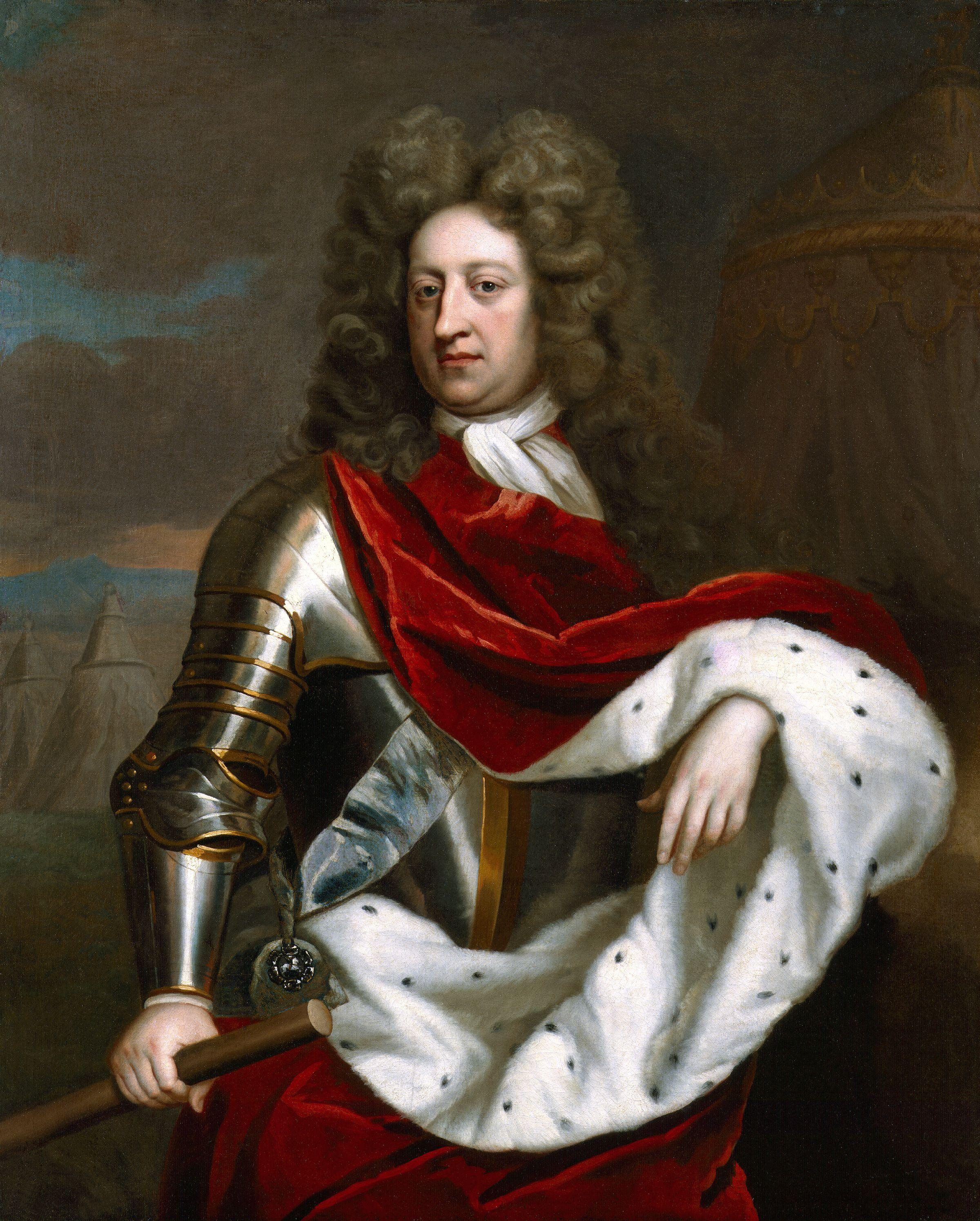
Jorge da Dinamarca, 1705
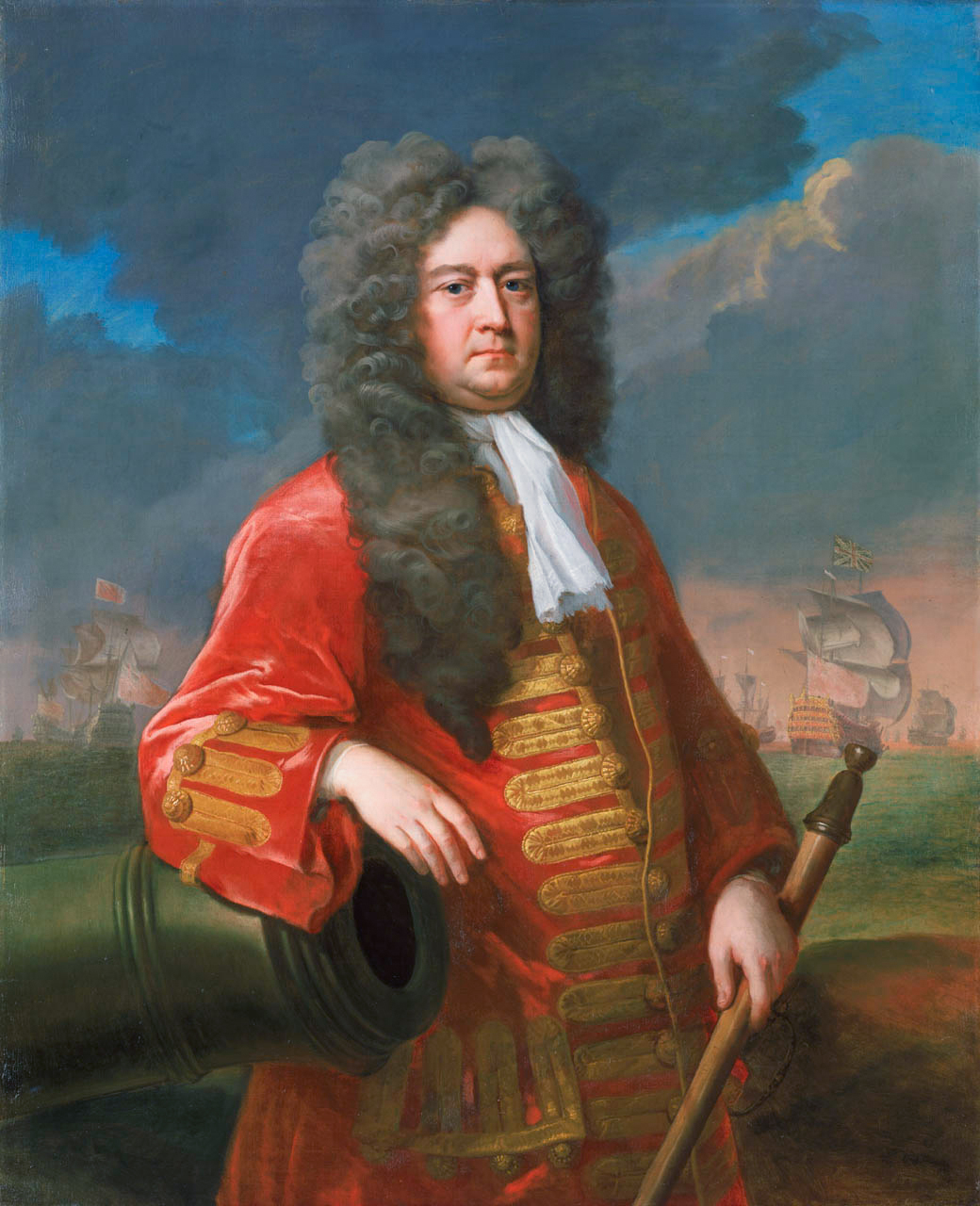
George Rorke, 1705
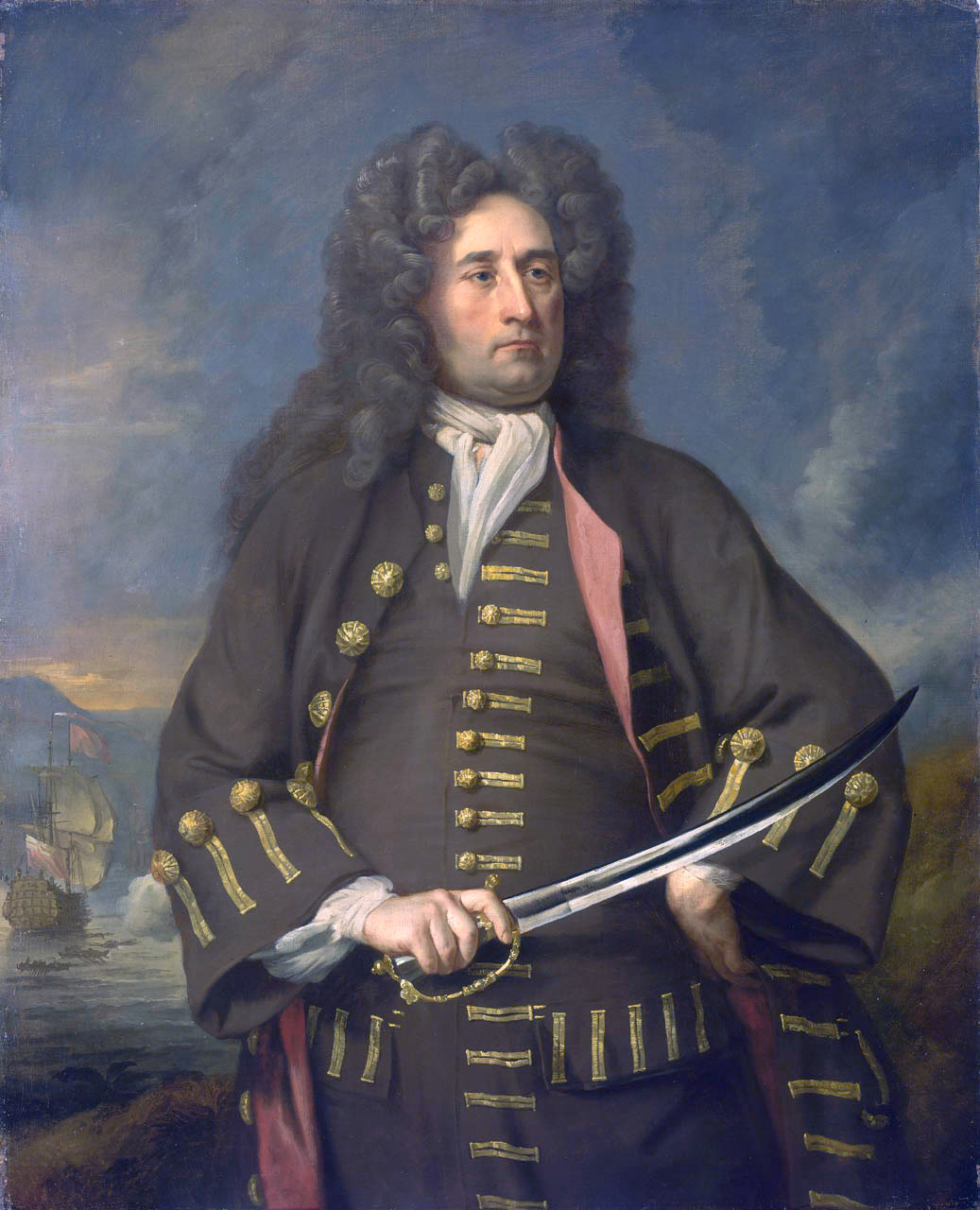
Thomas Hopsonn, c. 1705–1708
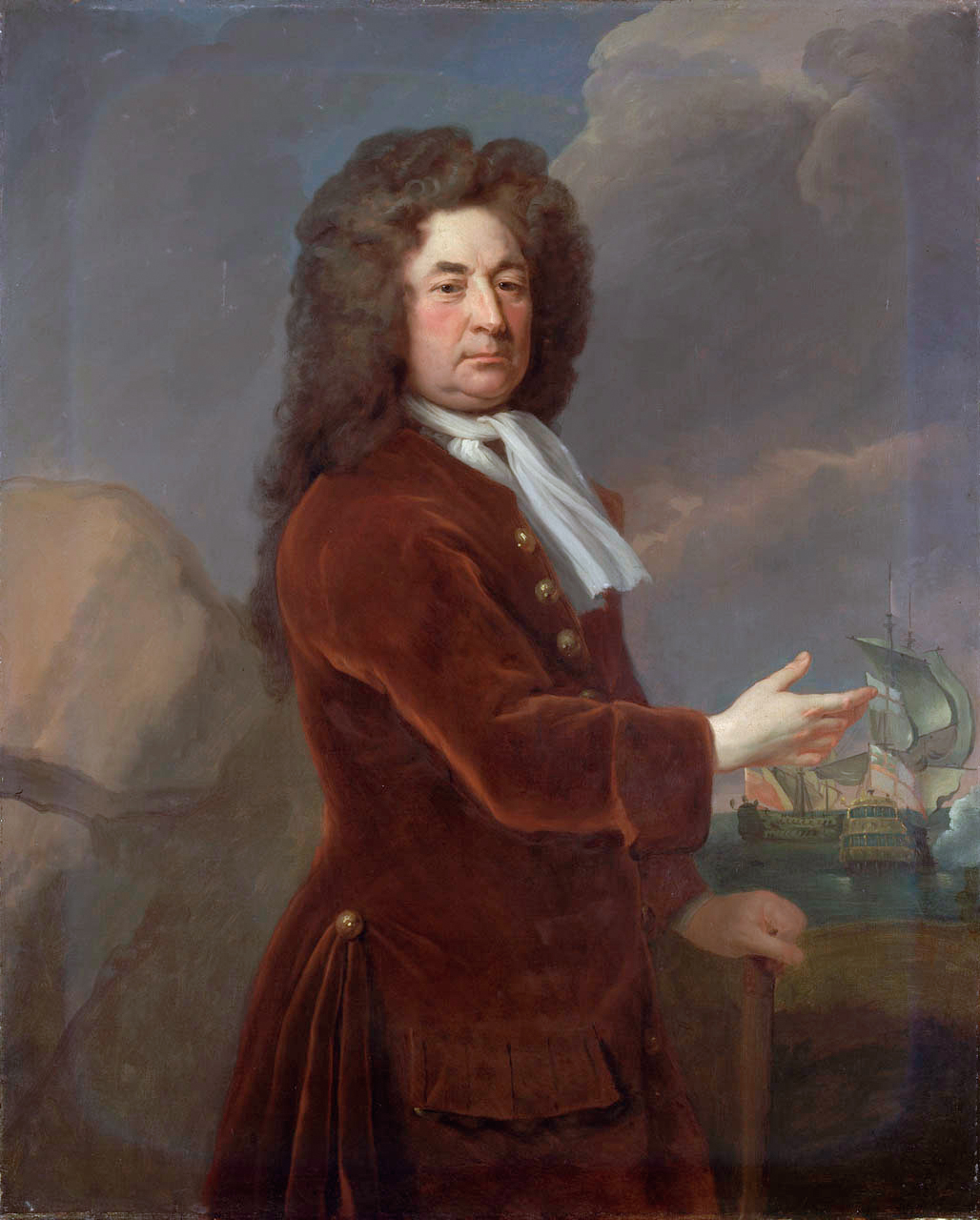
Sir William Whetstone, 1707
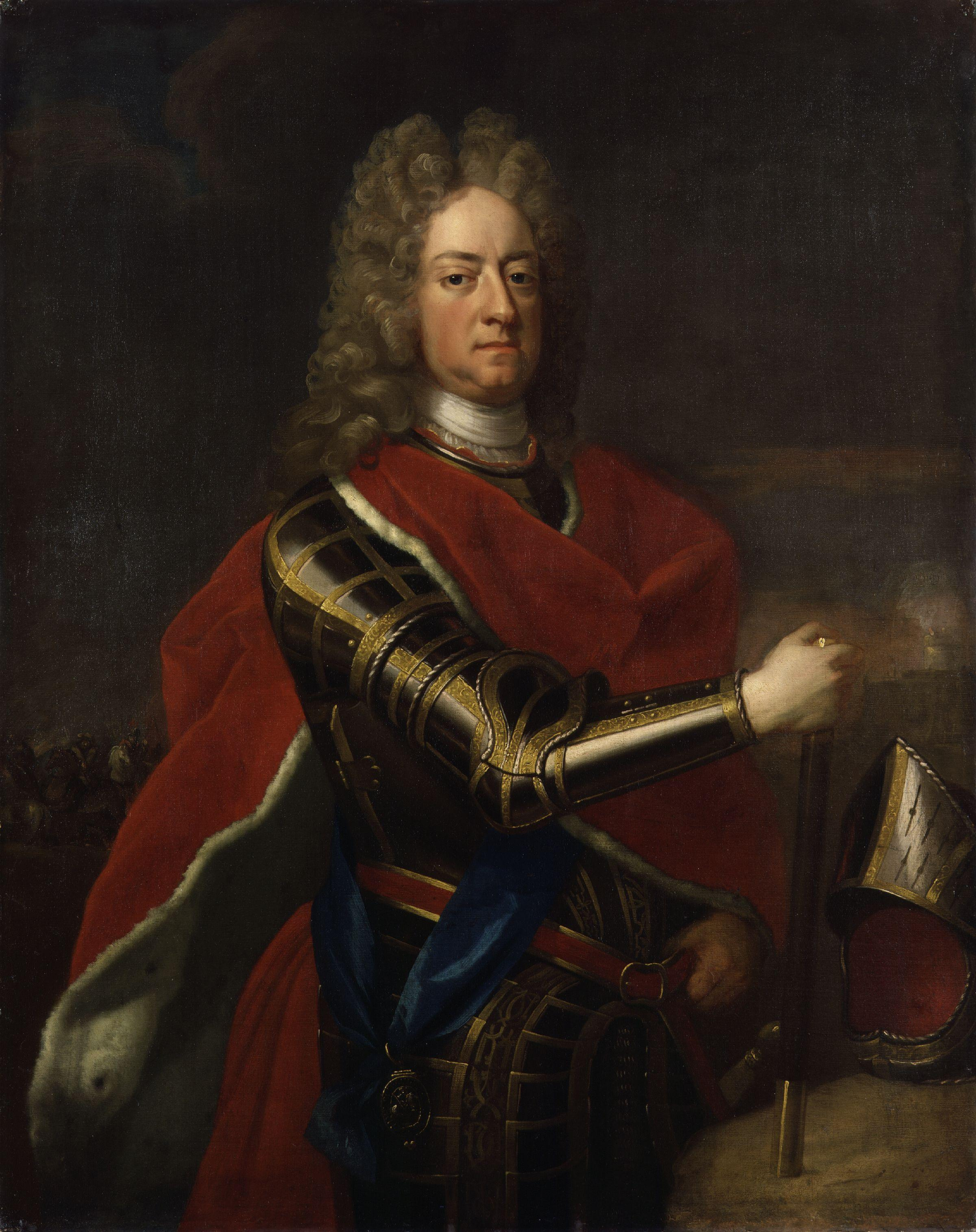
Jaime Butler, 2.º Duque de Ormonde, 1713
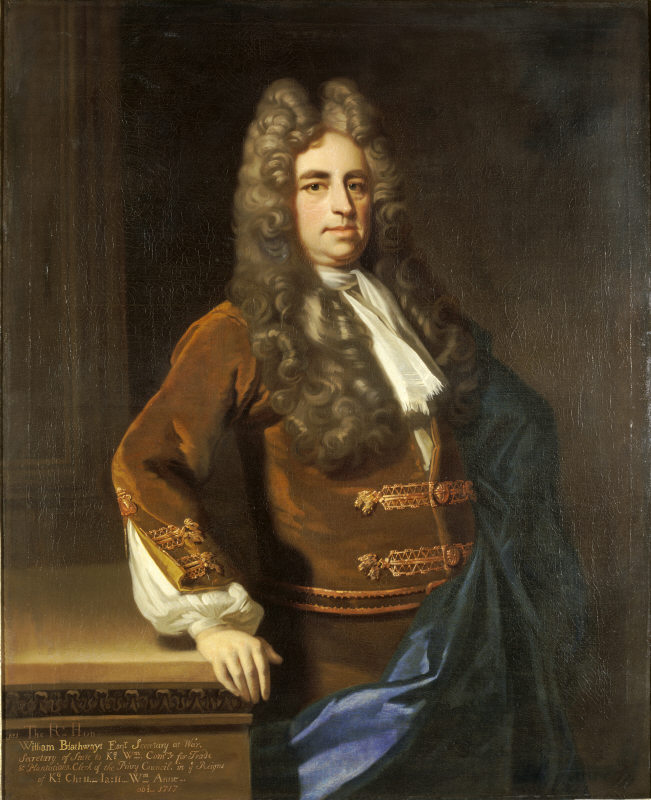
William Blathwayt, c. 1717
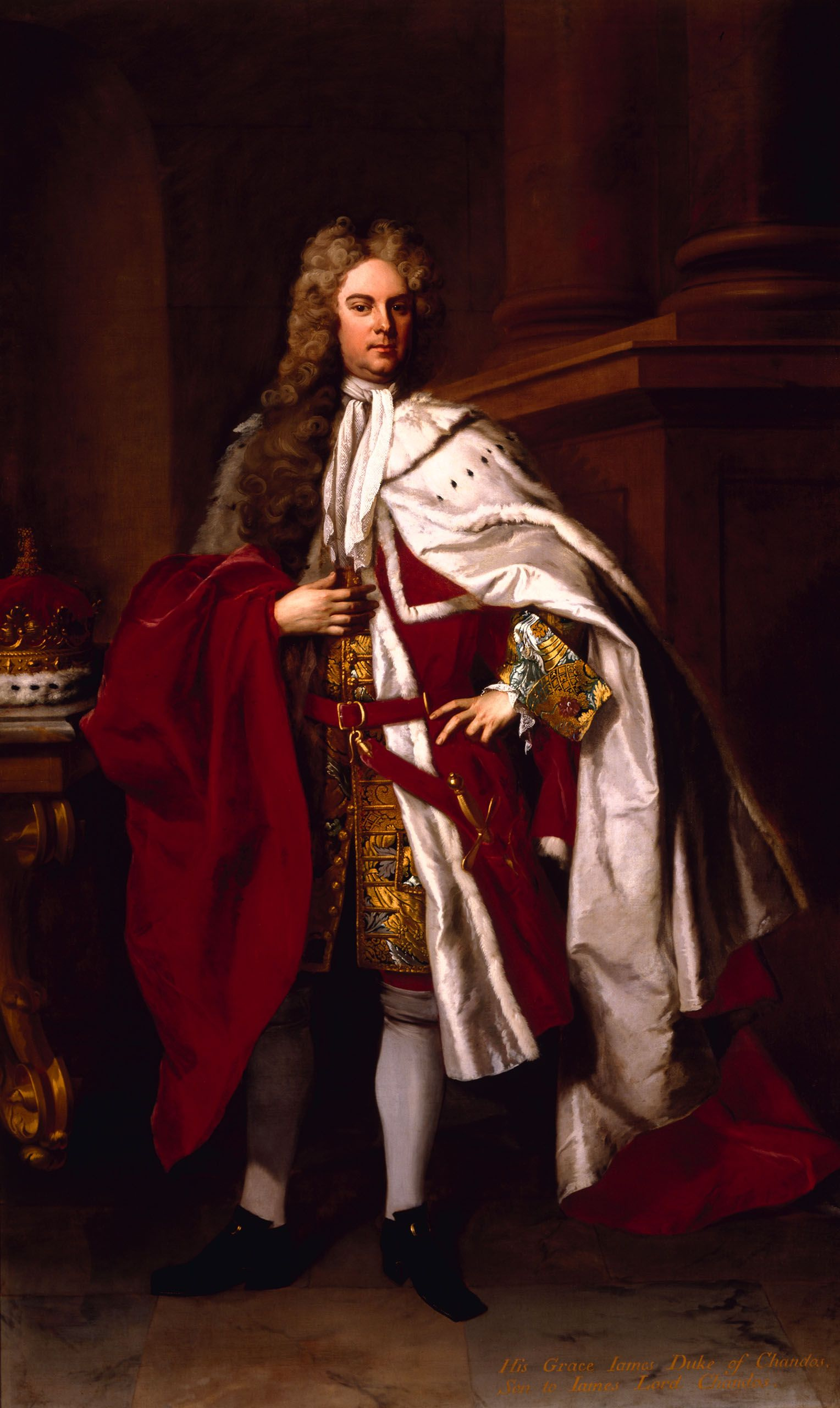
Jaime Brydges, 1.º Duque de Chandos, 1719
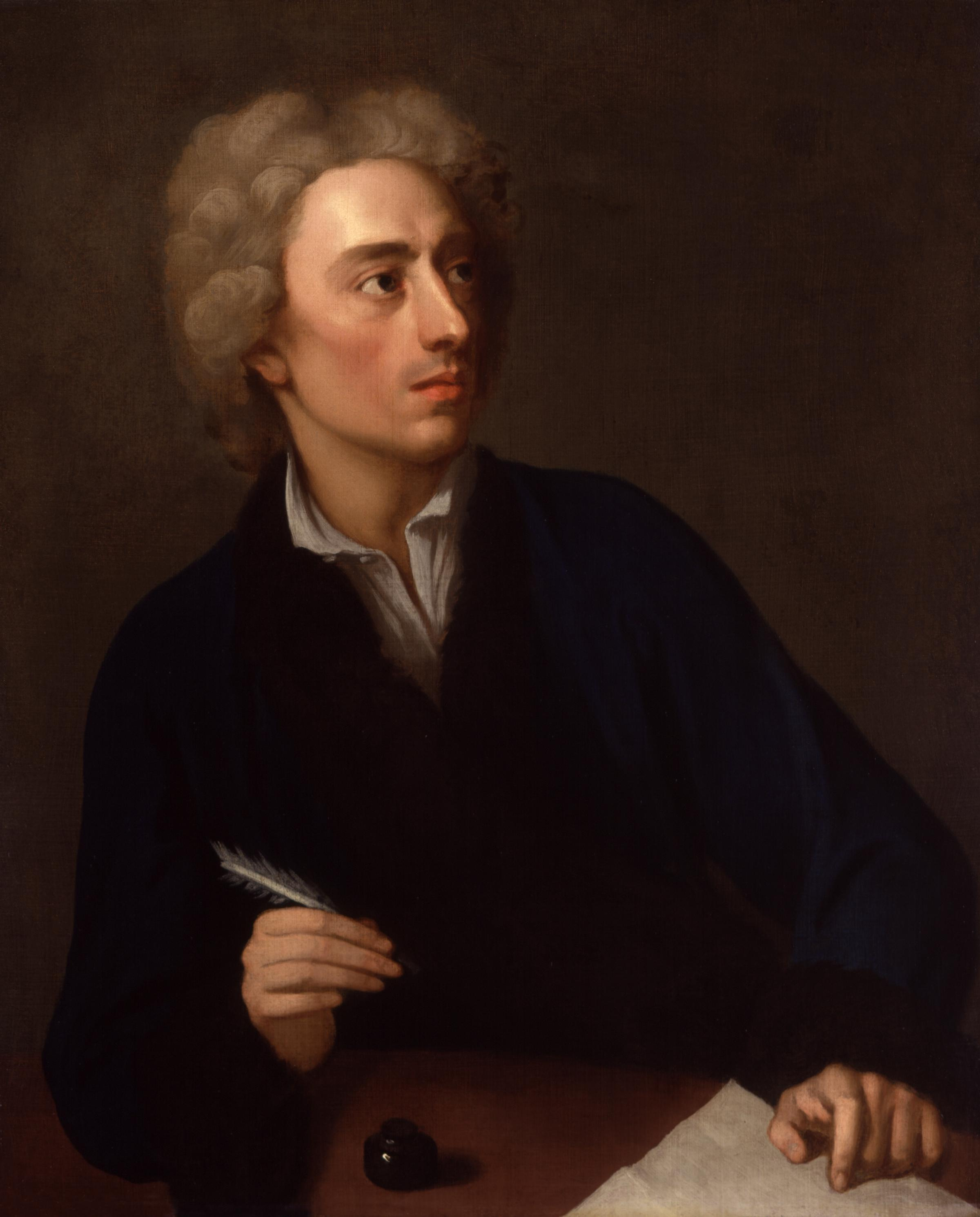
Alexander Pope, 1727
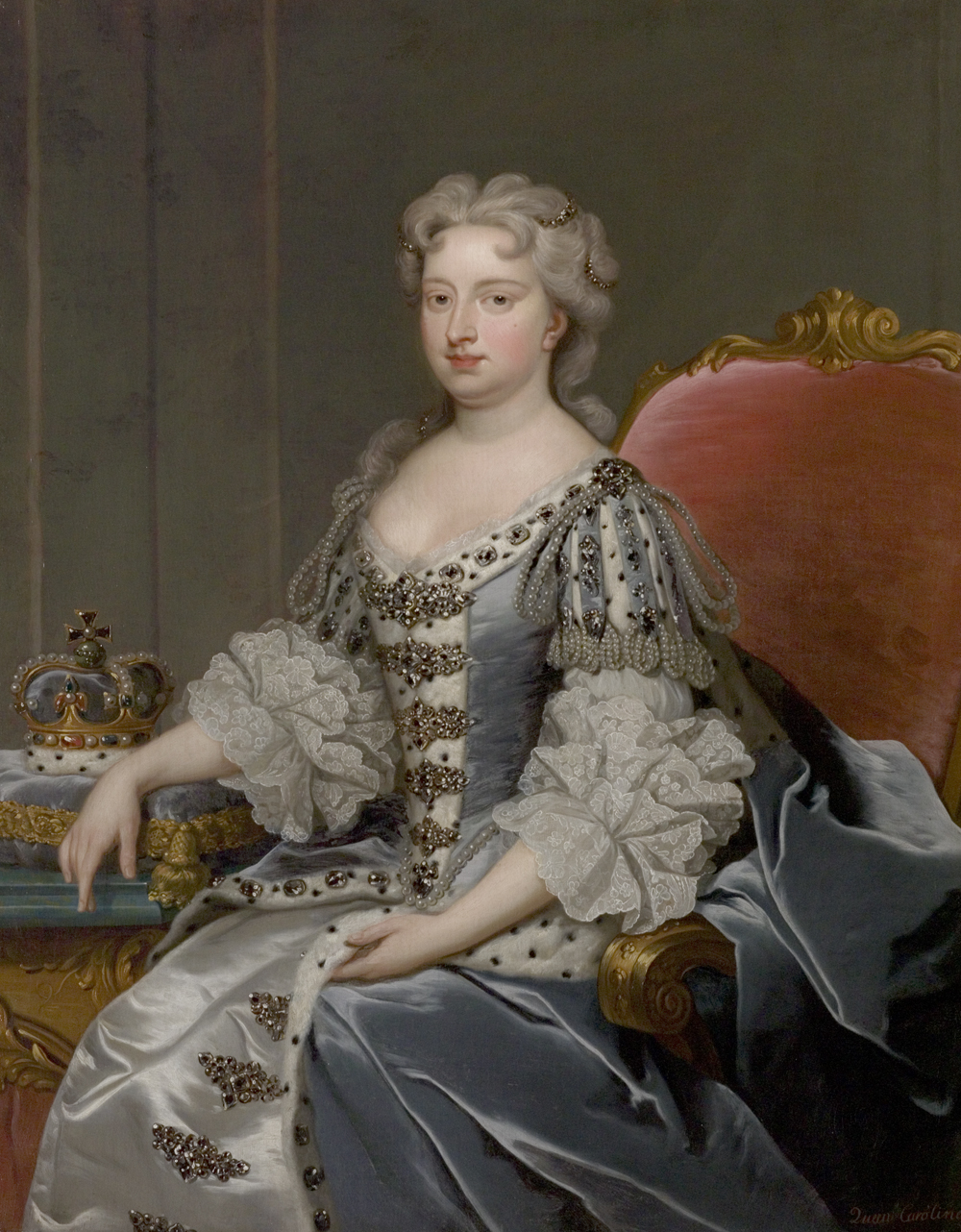
Carolina de Ansbach, 1730
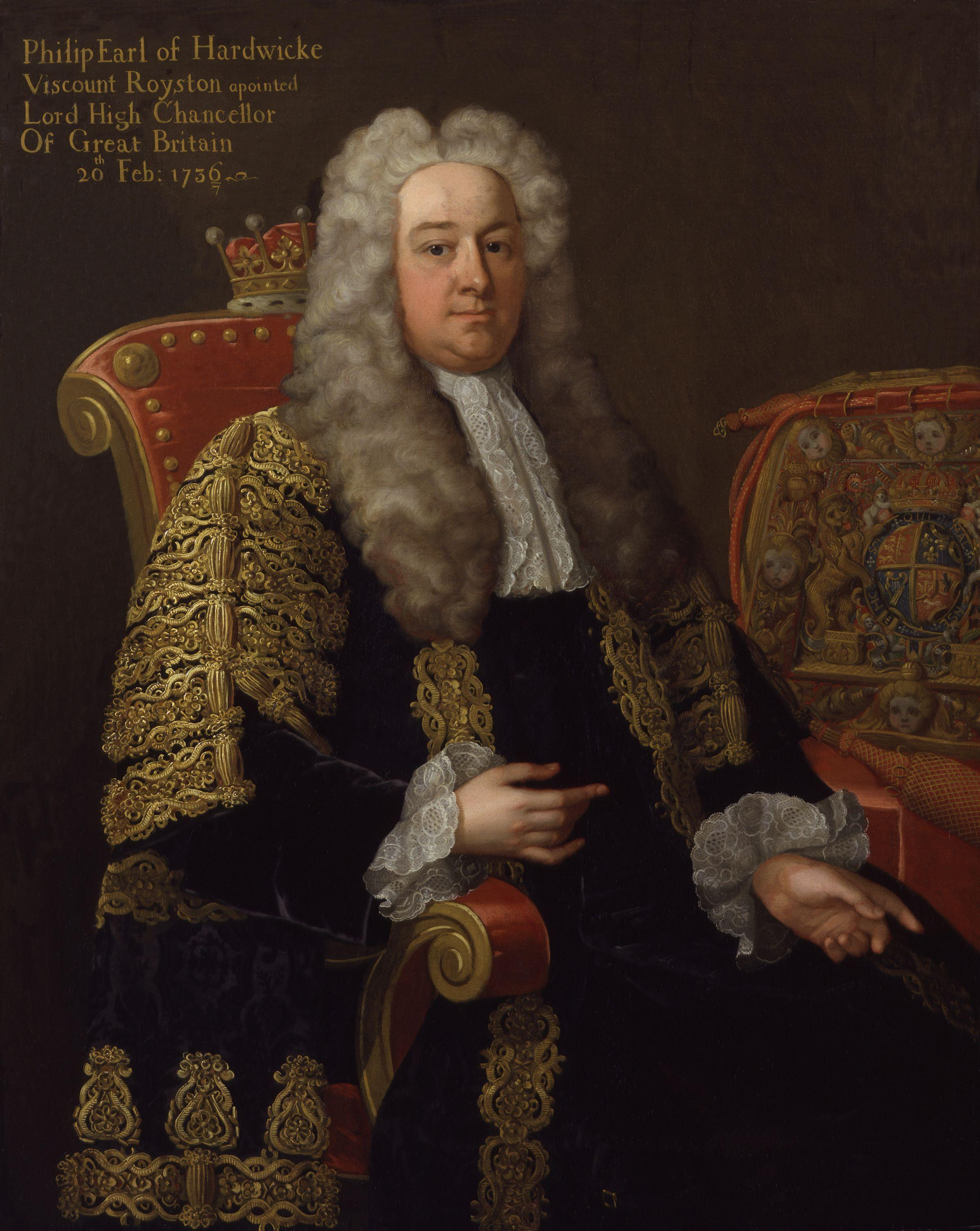
Filipe Yorke, 1.º Conde de Hardwicke, 1736